# Taeko Kawasumi
Taeko Kawasumi (河角 多恵子 Kawasumi Taeko?), är en japansk tidigare fotbollsspelare.
Taeko Kawasumi debuterade för japans landslag den 3 juni 1988 i en 1–2-förlust mot Tjeckoslovakien. Hon spelade 2 landskamper för det japanska landslaget.